# Brett Cullen
Peter Brett Cullen (Houston, 26 agosto 1956) è un attore statunitense.

## Biografia
Nato in Texas, si diploma nel 1974 alla Madison High School. Grande appassionato di surf, è costretto ad abbandonare la tavola dopo un incidente avvenuto in Messico. Dopo essersi laureato all'Università di Houston, inizia a recitare in teatro con la Houston Shakespeare Festival.
Prima di approdare al cinema intraprende una lunga gavetta televisiva, comparendo in un episodio della serie televisiva L'incredibile Hulk e facendosi notare per il ruolo di Bob Cleary nella miniserie Uccelli di rovo. Tra il 1986 e il 1988 diviene noto per il ruolo di Dan Fixx nel serial televisivo Falcon Crest, mentre verso la fine degli anni novanta è lo sceriffo Sam Cain nella serie televisiva I ragazzi della prateria.
Il suo debutto cinematografico risale al 1986 con la pellicola demenziale L'aereo più pazzo del mondo 3, a cui seguono film come Sfida d'onore (1991), Diario di un assassino (1991), Fuga per un sogno (1992), Wyatt Earp (1994). Nel 1995 interpreta l'astronauta Bill Pogue in Apollo 13 di Ron Howard e recita al fianco di Julia Roberts in Qualcosa di cui... sparlare (1995).
Nel corso degli anni è apparso in note serie televisive come Ancora una volta, Desperate Housewives, West Wing - Tutti gli uomini del Presidente, Pepper Dennis, Ugly Betty, Friday Night Lights e Lost. In quest'ultima interpretava Goodwin, uno degli Altri. Dopo aver recitato nei film La gang di Gridiron (2006) e Ghost Rider (2007), recita al fianco di Uma Thurman in Davanti agli occhi (2007) e lavora nel film The Burning Plain - Il confine della solitudine (2008) di Guillermo Arriaga. Nel 2013 entra nel cast regolare della serie Devious Maids - Panni sporchi a Beverly Hills, nel quale interpreta l'avvocato Michael Stappord, sposato con Taylor Stappord, interpretata da Brianna Brown.
È sposato con l'attrice Michele Little, da cui ha avuto una figlia, nata nel 1995.

## Filmografia parziale

### Cinema
- Sfida d'onore (By the Sword), regia di Jeremy Kagan (1991)
- Diario di un assassino (Where Sleeping Dogs Lie), regia di Charles Finch (1991)
- Fuga per un sogno (Leaving Normal), regia di Edward Zwick (1992)
- Wyatt Earp, regia di Lawrence Kasdan (1994)
- Qualcosa di cui... sparlare (Something to Talk About), regia di Lasse Hallström (1995)
- Apollo 13, regia di Ron Howard (1995)
- Special Delivery, regia di Kenneth A. Carlson (1999)
- Le riserve (The Replacements), regia di Howard Deutch (2000)
- Learning Curves, regia di Kilian Kerwin (2003)
- National Security - Sei in buone mani (National Security), regia di Dennis Dugan (2003)
- La gang di Gridiron (Gridiron Gang), regia di Phil Joanou (2006)
- Ghost Rider, regia di Mark Steven Johnson (2007)
- Davanti agli occhi (The Life Before Her Eyes), regia di Vadim Perelman (2007)
- The Burning Plain - Il confine della solitudine (The Burning Plain), regia di Guillermo Arriaga (2008)
- Monte Carlo, regia di Thomas Bezucha (2011)
- Puncture, regia di Adam Kassen e Mark Kassen (2011)
- Il cavaliere oscuro - Il ritorno (The Dark Knight Rises), regia di Christopher Nolan (2012)
- Red Dawn - Alba rossa (Red Dawn), regia di Dan Bradley (2012)
- Parto con mamma (The Guilt Trip), regia di Anne Fletcher (2012)
- 42 - La vera storia di una leggenda americana (42), regia di Brian Helgeland (2013)
- Paradise Beach - Dentro l'incubo (The Shallows), regia di Jaume Collet-Serra (2016)
- Joker, regia di Todd Phillips (2019)
- Frammenti dal passato - Reminiscence (Reminiscence), regia di Lisa Joy (2021)

### Televisione
- Una storia del West (The Chisholms) – serie TV, 9 episodi (1980)
- L'incredibile Hulk (The Incredible Hulk) – serie TV, episodio 5x01 (1981)
- Uccelli di rovo (The Thorn Birds), regia di Daryl Duke – miniserie TV (1983)
- Falcon Crest – serie TV, 48 episodi (1986-1988)
- I ragazzi della prateria (The Young Riders) – serie TV, 24 episodi (1989-1990)
- La madre della sposa (Mother of the Bride), regia di Charles Correll – film TV (1993)
- Un detective in corsia (Diagnosis Murder) – serie TV, episodio 1x09 (1994)
- Star Trek: Deep Space Nine – serie TV, episodio 3x08 (1994)
- Per un corpo perfetto (Perfect Body), regia di Douglas Barr – film TV (1997)
- Walker Texas Ranger - serie TV, episodio 9x15 (2001)
- Desperate Housewives – serie TV, episodi 1x09-1x18 (2004-2005)
- Detective Monk (Monk) – serie TV, episodio 4x08 (2005)
- West Wing - Tutti gli uomini del Presidente (The West Wing) – serie TV, 5 episodi (2005-2006)
- Ghost Whisperer - Presenze (Ghost Whisperer) – serie TV, episodio 1x15 (2006)
- CSI: Miami – serie TV, episodio 4x04 (2006)
- Pepper Dennis – serie TV, 5 episodi (2006)
- NCIS - Unità anticrimine (NCIS) – serie TV, episodi 3x23-3x24 (2006)
- Lost – serie TV, 4 episodi (2005-2008)
- Make It or Break It - Giovani campionesse (Make It or Break It) – serie TV, 18 episodi (2009-2010)
- The Gates - Dietro il cancello (The Gates) – serie TV, 6 episodi (2010)
- Castle – serie TV, episodio 3x12 (2011)
- Person of Interest – serie TV, 11 episodi (2011-2016)
- White Collar – serie TV, episodi 4x03-4x04 (2012)
- Devious Maids - Panni sporchi a Beverly Hills (Devious Maids) – serie TV, 18 episodi (2013-2015)
- Revenge – serie TV, episodi 3x13-3x14 (2013-2014)
- Criminal Minds – serie TV, episodi 9x23-9x24 (2014)
- Under The Dome – serie TV, 5 episodi (2014-2015)
- Narcos – serie TV, 15 episodi (2016-2017)
- True Detective – serie TV, 6 episodi (2019)
- The Blacklist – serie TV, 8 episodi (2019-2021)
- Winning Time - L'ascesa della dinastia dei Lakers (Winning Time: The Rise of the Lakers Dynasty) – serie TV, 15 episodi (2022-2023)

## Doppiatori italiani
Nelle versioni in italiano delle opere in cui ha recitato, Brett Cullen è stato doppiato da:
- Massimo Rossi in Monte Carlo, Body of Proof, Person of Interest, Red Dawn - Alba rossa, Under the Dome
- Massimo Lodolo in La madre della sposa, Pepper Dennis, Parto con mamma, Criminal Minds
- Saverio Indrio in CSI: Miami, The Burning Plain - Il confine della solitudine, Il cavaliere oscuro - Il ritorno, Law & Order - Unità vittime speciali
- Mario Cordova in Devious Maids - Panni sporchi a Beverly Hills, Revenge, Regina del sud
- Massimo Giuliani in Falcon Crest, Narcos
- Alessandro Rossi in Qualcosa di cui... sparlare, Apollo 13
- Stefano De Sando in True Detective, Winning Time - L'ascesa della dinastia dei Lakers
- Fabrizio Temperini in Make It or Break It - Giovani campionesse
- Antonio Sanna in Damages, Joker
- Angelo Maggi in I ragazzi della prateria
- Marco Mete in Paradise Beach - Dentro l'incubo
- Marco Balbi in Ally McBeal
- Massimo Rinaldi in Le riserve
- Nino Prester in Desperate Housewives
- Stefano Benassi in Detective Monk
- Massimo Gentile in NCIS - Unità anticrimine
- Saverio Moriones in Burn Notice - Duro a morire
- Fabrizio Pucci in Ghost Rider
- Roberto Draghetti in Davanti agli occhi
- Gino La Monica in Cold Case - Delitti irrisolti
- Simone Mori in Ghost Whisperer - Presenze
- Patrizio Prata in Lost
- Mauro Gravina in Castle
- Paolo Marchese in The Mentalist
- Dario Oppido in Puncture
- Michele Gammino in White Collar
- Franco Zucca in The Blacklist
- Ennio Coltorti in Frammenti del passato - Reminiscence